# Nambour
Nambour è un centro abitato, indicato come rural town, situato nella regione di Sunshine Coast, Queensland, Australia. Nel censimento 2016, la popolazione ammontava a 11 187 abitanti.